# Paraclius tenuinervis
Paraclius tenuinervis är en tvåvingeart som beskrevs av Octave Parent 1935. Paraclius tenuinervis ingår i släktet Paraclius och familjen styltflugor. Inga underarter finns listade i Catalogue of Life.